# Krzysztof Grygiel
Krzysztof Grygiel (ur. 13 lipca 1955 w Koźminie Wielkopolskim) – polski fizyk, doktor habilitowany nauk fizycznych, specjalizuje się w chaosie optycznym i optyce kwantowej, nauczyciel akademicki Uniwersytetu im. Adama Mickiewicza w Poznaniu.

## Życiorys
Studia z fizyki ukończył na poznańskim UAM, gdzie następnie został zatrudniony i zdobywał kolejne awanse akademickie. Stopień doktorski uzyskał w 1988 na podstawie pracy pt. Kwantowa teoria wymuszonych procesów ramanowskich (promotorem był prof. Stanisław Kielich). Habilitował się w 2003 na podstawie oceny dorobku naukowego i rozprawy o tytule Własności optycznych układów chaotycznych:  hiperchaos, synchronizacja i kwantowe poprawki do klasycznej dynamiki. Na macierzystym Wydziale Fizyki UAM pracuje jako profesor nadzwyczajny w Zakładzie Optyki Nieliniowej (ZON). Od 2017 roku kieruje tym zakładem, w którym kontynuowana jest bogata tradycja badań zjawisk optyki nieliniowej, zapoczątkowanych w Polsce w końcu lat pięćdziesiątych XX w. przez prof. Stanisława Kielicha (twórca i kier. ZON w latach 1973-2003). W latach 2003–2016 pod kierunkiem jego następcy prof. Ryszarda Tanasia rozwinięto badania nad zjawiskami optyki kwantowej i informatyki kwantowej, które obecnie stanowią główny nurt badawczy.  
Obszarami badawczymi, którymi się zajmuje są: zjawiska związane z dynamiką układów nieliniowych, w tym przede wszystkim zjawiska optycznego chaosu (kwantowy chaos, chaos w tzw, sprzęgaczach optycznych, zjawiska synchronizacji układów nieliniowych);  zjawiska anomalnej dyfuzji w układach molekularnych. Ze współpracownikiem prof. Przemysławem Szlachetką odkryli możliwość wystąpienia w układach nieliniowych tzw. chaotycznych dudnień
Jest wykładowcą akademickim i prowadzi wykłady m.in. z elektromagnetyzmu oraz metod numerycznych i symulacji komputerowych. W latach 2012–2020 pełnił funkcję prodziekana Wydziału Fizyki ds. studenckich. Prowadzi działalność popularyzatorską m.in. jako Przewodniczący Okręgowego Komitetu Olimpiady Fizycznej w Poznaniu
Członek Polskiego Towarzystwa Fizycznego. Swoje prace publikował m.in. w "Physical Review", "Nonlinear Dynamics", "International Journal of Bifurcation and Chaos", "Chaos, Solitons & Fractals", "Optics Communications", "Journal of Modern Optics", "Chemical Physics" oraz w "Acta Physica Polonica". Syn Antoniego i Janiny, Żonaty z Marią, nauczycielką i działaczem społecznym.